# Place des Vosges

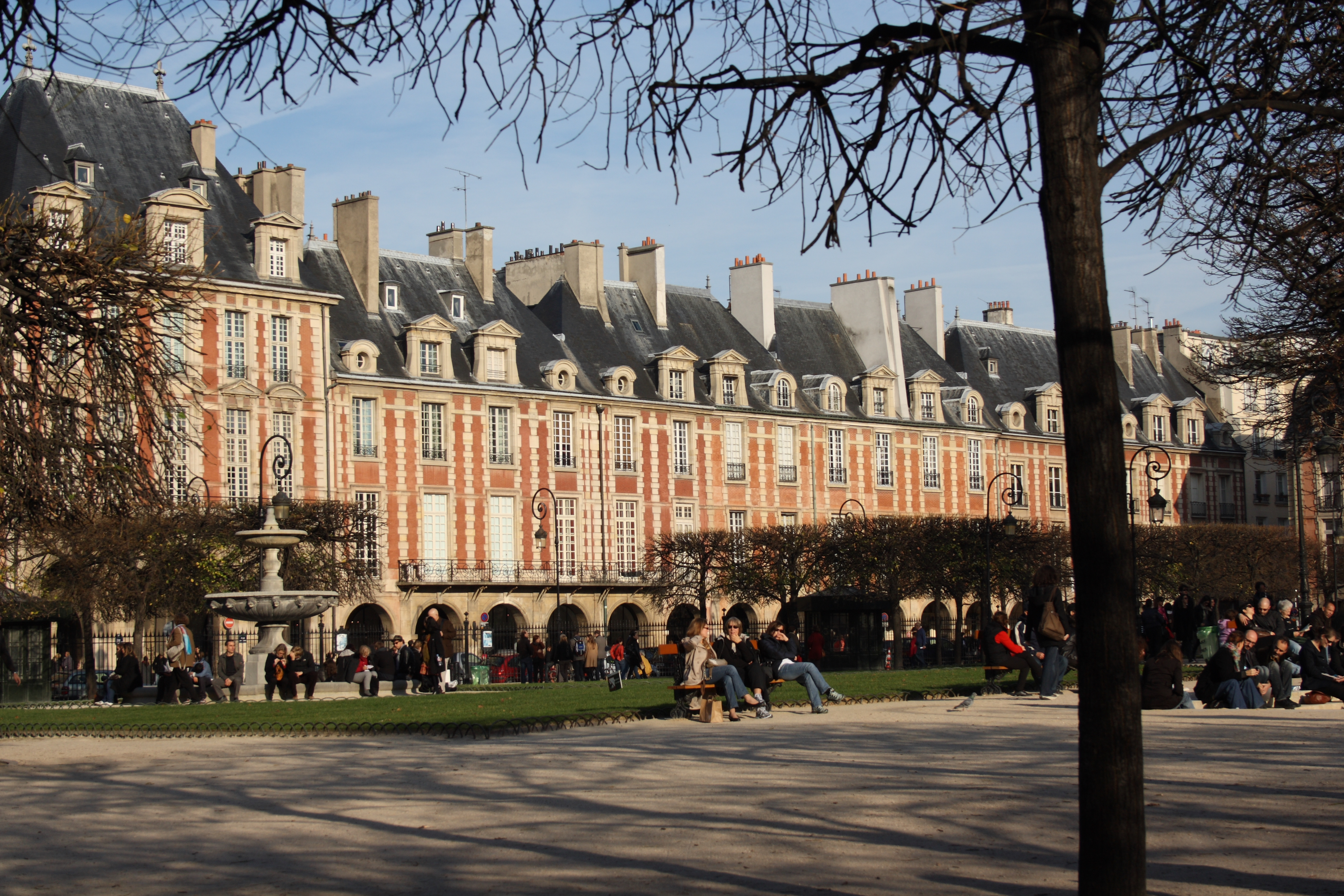
Place des Vosges

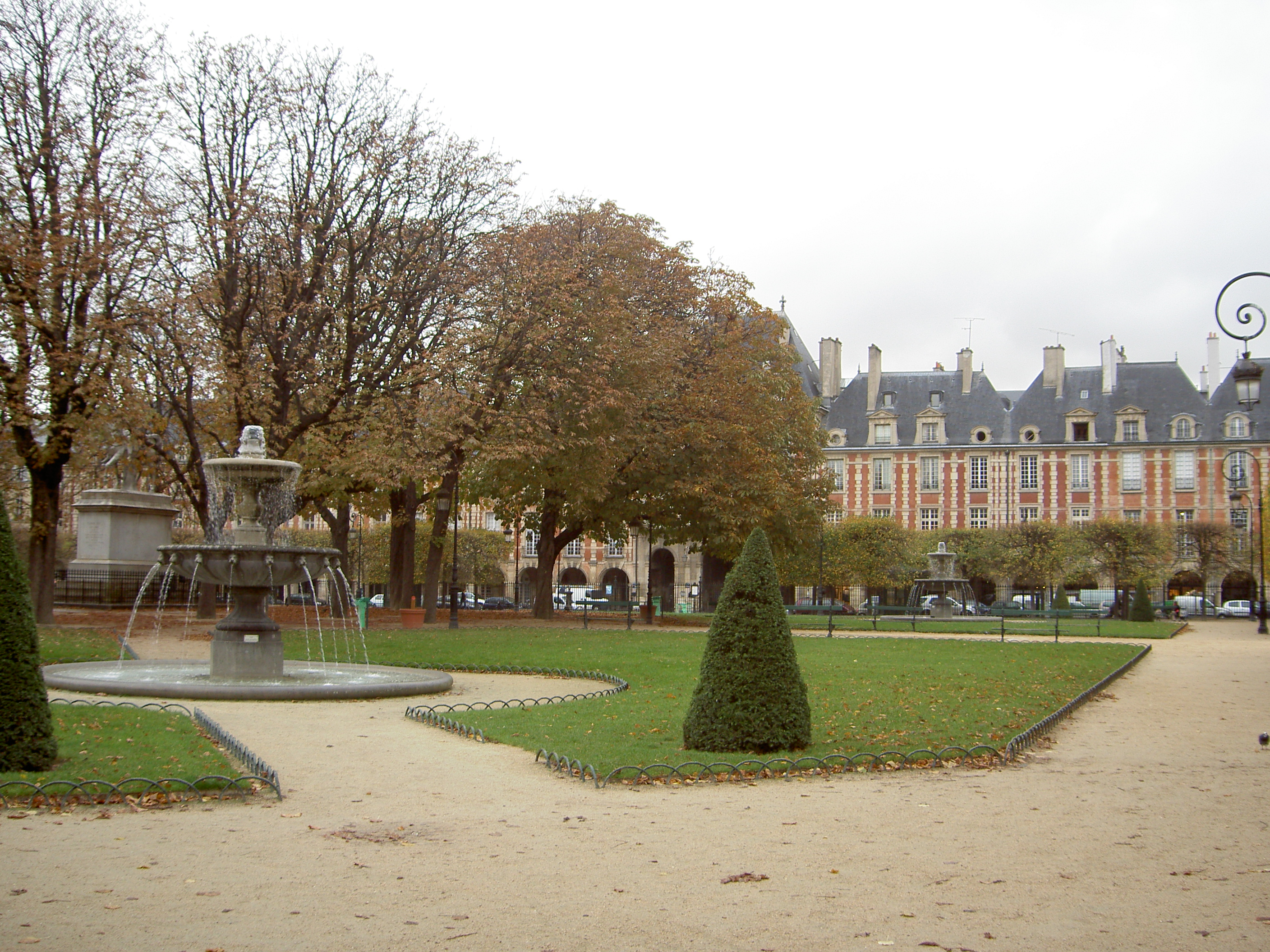
Place des Vosges

Place des Vosges (/plas de voʒ/) situata nel quartiere Marais, è la più antica piazza di Parigi.
Caterina de' Medici, dopo la morte del marito Enrico II, fece demolire nel 1563 l'antico Hôtel des Tournelles, palazzo reale dal 1388, e realizzare come sua nuova residenza il Palazzo delle Tuileries, lasciando uno spazio libero in questo sito, che dal 1604 fu occupato da una fabbrica di tessuti in seta e da abitazioni per operai. Pochi decenni dopo, però, Enrico IV di Francia decise di realizzare l'attuale piazza, la prima piazza reale di Parigi, facendovi costruire edifici identici sui quattro lati, uno dei primi esempi di pianificazione urbanistica razionale in Francia. La piazza fu inaugurata nel 1612 in occasione dello spettacolo equestre indetto per festeggiare le nozze di Luigi XIII di Francia con Anna d'Austria.
Su ciascuno dei quattro lati, lunghi 140 metri, si affacciano nove caseggiati che formano una parete continua, con quattro finestre ciascuno, tre piani e un ampio solaio. Al piano terra si aprono dei porticati e nel mezzo della piazza è presente un giardino, una square, che prende il nome dal monumento equestre a Luigi XIII che si trova al suo interno. Ogni casa presenta fasce verticali e cornici di conci in pietra calcarea bianca alternate a fasce di mattoni, che creano una raffinata tricromia con l'ardesia blu dei tetti.
I padiglioni destinati al re e alla regina, abitati solo in circostanze occasionali, furono disposti al centro dei lati orizzontali a nord e a sud, e sono rialzati e leggermente sporgenti verso il centro, mentre sotto ad essi passano le strade che portano all'esterno.
La piazza offriva così l'immagine dell'Assolutismo razionale, con le differenze tra i singoli abitanti livellate in favore dell'uniformità esteriore.
La piazza divenne luogo privilegiato dall'aristocrazia e mantenne il nome di Place Royale fino alla Rivoluzione francese, quando dal 1799 prese il nome del primo dipartimento che pagò le tasse al nuovo stato repubblicano (i Vosgi appunto).
Un palazzo che si affaccia su Place des Vosges è il teatro del delitto che fa da sfondo al romanzo L'ombra cinese di Georges Simenon, con protagonista il Commissario Maigret. Altro palazzo importante è l'Hôtel Arnauld, ove visse Victor Hugo, fino a prima dell'esilio. Oggi il suo appartamento ospita un museo a lui dedicato. In un altro appartamento visse a lungo Sergio Belloni (1925-2005), detto le peintre de Paris.